# ハロルド・ウィレンスキー
ハロルド・ウィレンスキー（Harold L. Wilensky、1923年 – 2011年）は、アメリカ合衆国の産業社会学者。福祉国家研究をして「収斂理論」を唱える。

## 著書
『福祉国家と平等』
『産業社会と社会福祉』ルボー